# Reserva de biosfera Riacho Teuquito
La reserva de biosfera riacho Teuquito está ubicada en el departamento Bermejo, en el oeste de la provincia de Formosa, en la región noreste de la Argentina. Fue declarada e integrada a la red mundial en el año 2000, sobre el área de 81 000 ha de la que con anterioridad era la Reserva provincial Teuquito, protegida desde 1987 mediante el decreto provincial 132/87.
Esta reserva complementa el área protegida por la Reserva natural Formosa, a la que rodea por su límite norte. El centro urbano más cercano es la localidad de Ingeniero Juárez. Desde el punto de vista fitogeográfico, corresponde a la ecorregión chaco seco.

## Clima
Corresponde al dominio fitogeográfico chaqueño, con escasas precipitaciones concentradas en los meses de primavera y verano, inexistencia de heladas, inviernos templados y veranos con temperaturas medias elevadas.

## Flora
La cobertura vegetal de la reserva presenta altos grados de degradación producto de la acción humana, fundamentalmente de la explotación maderera no regulada que durante décadas constituyó la principal actividad económica de la región.

Son característicos de la zona los algarrobos negro (Prosopis nigra) y blanco (Prosopis alba), el palo verde (Capparis speciosa) y el tala blanco (Celtis pallida). En los espacios despejados aparecen pastizales de especies del género Elionurus y ejemplares aislados de quimil (Opuntia quimilo), especie rara en la región.

## Fauna
La reserva presenta una fauna rica y variada que incluye especies raras, amenazadas o sobre las que existe algún grado de preocupación. La zona es hábitat del tatú carreta (Priodontes maximus), el oso hormiguero o yurumí (Myrmecophaga tridactyla), el pecarí del Chaco o chancho quimilero (Catagonus wagneri), el colicorto gris o chaqueño (Monodelphis domestica), el tatú-piche (Cabassous chacoensis) y el yaguareté (Leo onca).

Las aves están ampliamente representadas. Entre las especias de hábito acuático se han observado ejemplares de las garzas mora (Ardea cocoi), bruja (Nycticorax nycticorax) y blanca (Casmerodius albus), las garcitas blanca (Egretta thula) y azulada (Butorides striatus), el chiflón (Syrigma sibilatrix), el hocó colorado (Tigrisoma lineatum), las cigüeñas americana (Ciconia maguari), jabirú (Jabiru mycteria) y tuyuyú (Mycteria americana), las bandurrias mora (Theristicus caerulescens) y boreal (Theristicus caudatus), el cuervillo de cañada (Plegadis chihi), la espátula rosada (Ajaia ajaja), a las que se suman varias especies de patos, como el real (Cairina moschata), el cutirí (Amazonetta brasiliensis) y el de collar (Callonetta leucophrys).

La Reserva natural Formosa se superpone al área de Riacho Teuquito en su límite oriental. En esa región se han observado, además de las especies citadas, ejemplares de corzuela parda	(Mazama gouazoubira), conejo de los palos (Pediolagus salinicola) y yacaré overo (Caiman latirostris).